# Бас Пауве
Бастијан Бас Јакоб Пауве (хол. Bastiaan "Bas" Jacob Paauwe; Ротердам, 4. октобар 1911 — 27. фебруар 1989) био је холандски фудбалер који је играо на средини терена. Пауве је целу своју каријеру провео у Фајенорду. Укупно је 31 пут наступио за Холандију и једанпут је био стрелац.

## Трофеји
- 1929/30: Освајач купа са Фајенордом
- 1934/35: Освајач купа са Фајенордом
- 1935/36: Ередивизија са Фајенордом
- 1937/38: Ередивизија са Фајенордом
- 1939/40: Ередивизија са Фајенордом